# Flapjack
Uhyrlige Eventyr med Flapjack The  (Marvelous Misadventures of Flapjack) eller Flapjack er en animationsserie på Cartoon Network som handler om en dreng der hedder Flapjack. Han bor inde i en hval som hedder Vilma sammen med en kaptajn der hedder Kanalje. Sammen tager de på eventyr, som oftest på udkig efter sukkerøen, som er lavet af slik.
Serien havde premiere i juni 2008. Serien blev afsluttet efter 46 episoder i august 2010.

## Serieoversigt
| Sæson | Sæson       | Afsnit | Oprindelig sendt | Oprindelig sendt |
| Sæson | Sæson       | Afsnit | Start            | Slut             |
| ----- | ----------- | ------ | ---------------- | ---------------- |
|       | Pilotafsnit | 2      | Dato ukendt      | Dato ukendt      |
|       | Kortfilm    | 5      | 30. juli 2009    | 28. juni 2010    |
|       | 1           | 20     | 5. juni 2008     | 23. juli 2009    |
|       | 2           | 20     | 30. juli 2009    | 28- juni 2010    |
|       | 3           | 6      | 5. juli 2010     | 30. august 2010  |

## Medvirkende

### Danske Stemmer
- Flapjack - Mathias Klenske
- Kaptajn Kanajle - Torbjørn Hummel
- Havneheksen - Vibeke Dueholm
- Doktor Barber - Michael Elo
- Pebermynte-Lars - Troels Walther Toya
- Wilma - Le Münster-Swendsen